# Бозтал (Абайская область)
Бозтал (каз. Бозтал, до 2005 г. — Берёзовка) — село в Бескарагайском районе Абайской области Казахстана. Входит в состав Маловладимировского сельского округа. Код КАТО — 633645200.

## Население
В 1999 году население села составляло 449 человек (212 мужчин и 237 женщин). По данным переписи 2009 года, в селе проживали 402 человека (217 мужчин и 185 женщин).